# 이란 항공 291편 추락 사고
이란 항공 291편 추락 사고(영어: Iran Air Flight 291)는 1980년 1월 21일 이란에서 발생한 항공 사고이다.

## 사고 경과
사고 당일 이란 항공 보잉 727-86(기체기호: EP-IRD)은 국내 항공편으로 마슈하드 국제공항발 테헤란 메흐라바드 국제공항 291편으로 비행하고 있었다. 291편은 안개가 자욱하고 눈이 내리는 가운데 메흐라바드 공항 29번 활주로에 착륙 진입 중, 19시 11분(현지 시간) 테헤란 북쪽 29킬로미터(18마일)에 위치한 엘부르즈산맥에 추락했다. 이 사고로 탑승자 128명 전원이 사망하고 항공기가 파괴됐다. 당시 이란 역사상 가장 치명적인 항공기 사고였다.
조사관의 조사 결과 사고 원인은 계기착륙장치와 지상 레이다의 미비에 있다고 결론을 내렸다. 291편 추락 사고 이후 이란 민간항공청 장관과 직원 5명이 살인 혐의로 기소됐다.